# Нестерково (Ленинградская область)
Нестерко́во — деревня в Гатчинском муниципальном округе Ленинградской области.

## История
В 1702 году на берегу реки Оредеж напротив деревни была построена деревянная церковь во имя святого великомученика Георгия Победоносца.
В 1827 году обветшавшая деревянная церковь была разобрана, тогда же была освящена каменная Георгиевская церковь. 

НЕСТЕРКОВО — деревня принадлежит Ораниенбаумскому дворцовому правлению, число жителей по ревизии: 86 м. п., 74 ж. п. (1838 год)

В пояснительном тексте к этнографической карте Санкт-Петербургской губернии П. И. Кёппена 1849 года она записана как деревня Nesterkowa (Нестеркова) и указано количество её жителей на 1848 год: ижоры — 107 м. п., 99 ж. п., всего 206 человек.

НЕСТЕРОВКА — деревня Ораниенбаумского дворцового правления, по просёлочной дороге, число дворов — 27, число душ — 92 м. п. (1856 год)

НЕСТЕРКОВО — деревня, число жителей по X-ой ревизии 1857 года: 88 м. п., 97 ж. п.

НЕСТЕРКОВО — деревня Дворцового ведомства при реке Чаще, число дворов — 30, число жителей: 92 м. п., 96 ж. п.; Часовня православная. (1862 год)

Согласно подворной описи 1882 года:

НЕСТЕРКОВО — деревня Тарасинского общества Глебовской волости 
  
домов — 84, душевых наделов — 88,  семей — 45, число жителей — 108 м. п., 105 ж. п.; разряд крестьян — собственники

Сборник Центрального статистического комитета описывал деревню так:

НЕСТЕРКОВА — деревня бывшая удельная Глебовской волости при реке Оредеж, дворов — 37, жителей — 207; волостное правление (до уездного города 76 вёрст), часовня, школа. В ½ версты — церковь православная. (1885 год).

В конце XIX — начале XX века деревня административно относилась к Глебовской волости 1-го стана Лужского уезда Санкт-Петербургской губернии.
Согласно военно-топографической карте Петроградской и Новгородской губерний издания 1915 года деревня называлась Нестерова и насчитывала 25 крестьянских дворов. Рядом с ней располагался «Погост Георгиевский».
Согласно данным переписи населения СССР 1926 года в деревне Нестерково Тарасинского сельсовета Глебовской волости Троцкого уезда проживали 188 человек, ижоры и русские. В 1928 году население деревни также составляло 188 человек.
Церковь была закрыта в 1930 году, здание церкви разрушено во время войны.
По данным 1933 года деревня называлась Нестерково и являлась административным центром Тарасинского сельсовета Оредежского района, в который входили 10 населённых пунктов: деревни Заречье, Нестерково, Тарасино, посёлок Невежницы, хутора Абрамово-Кам.(так в АИ), Борец, Бугорки, Глебово, Дубки, Клин, общей численностью населения 1347 человек.
По данным 1936 года в состав Тарасинского сельсовета с административным центром в деревне Нестерково входили 6 населённых пунктов, 291 хозяйство и 5 колхозов.

План деревни Нестерково. 1937 год

Согласно топографической карте 1937 года деревня насчитывала 45 дворов.
C 1 августа 1941 года по 31 января 1944 года находилась в оккупации.
В 1965 году население деревни составляло 85 человек.
По данным 1966, 1973 и 1990 годов деревня Нестерково входила в состав Новинского сельсовета Гатчинского района.
В 1997 году в деревне проживали 12 человек, в 2002 году — 18 человек (русские — 83%), в 2007 году — 4.

## География
Деревня расположена в юго-восточной части района на автодороге 41К-477 (подъезд к дер. Нестерково).
Расстояние до административного центра поселения, посёлка городского типа Вырица — 36 км.
Расстояние до ближайшей железнодорожной станции Новинка — 12 км.
Деревня находится на правом берегу реки Оредеж, к востоку от станции Новинка.

## Демография
| 1862 | 2007 | 2010 | 2017 |
| ---- | ---- | ---- | ---- |
| 188  | ↘4   | ↗31  | ↘8   |

### Национальный состав
Согласно данным Всероссийской переписи населения 2021 года в деревне проживали 73 человека, из них:
 русские — 69, узбеки — 4 человека.

## Транспорт
От Вырицы до Нестерково можно доехать на автобусе № 512.

## Улицы
Новосёлов, Тарасинская, Центральная.